# Église Saint-Pierre-aux-Liens de Sormery
Pour les articles homonymes, voir Église Saint-Pierre-aux-Liens.
L'église de Sormery est une église située à Sormery, dans le département français de l'Yonne, en France.

## Historique
L'édifice est inscrit au titre des monuments historiques en 1926.